# Бородино (Дубровенский район)
Бородино (бел. Барадзіно́) — деревня в Дубровенском районе Витебской области Республики Беларусь. В составе Добрынского сельсовета.

## География
Ближайшие населённые пункты Карабановичи, Сватошицы и др.

## История
В 1910 году в Сватошицкой волости Горецкого уезда Могилёвской губернии.
До 17 июля 1964 года деревня входила в состав Малабаховского сельсовета.

## Население

### Численность
- 2009 год — 10 человек

### Динамика
- 1857 год — 48 человек[4]
- 1897 год — 102 человек, 13 хат, школа
- 1910 год — 15 дворов, 52 муж., 59 жен.[2]
- 1999 год — 27 человек (перепись населения)
- 2009 год — 10 человек (перепись населения)[2]

## Достопримечательность
- Городище, в 1 км на северо-восток от деревни[5][6]

## Известные лица
- Назаров, Сергей Иванович (1928—1999) — учёный, доктор технических наук (1972).